# Chema Rodríguez
José María Rodríguez Vaquero (Chema Rodríguez) (Palencia, 5. siječnja 1980.) je španjolski rukometaš. Igra na mjestu središnjeg vanjskog napadača. Španjolski je reprezentativac.  Trenutačno igra za španjolski klub BM Ciudad Real. Još je igrao za Valladolid.
Osvajač je zlata na SP 2005. i Mediteranskim igrama 2005. i srebra na EP 2006.

## Vanjske poveznice
- Chema Rodríguez auf der Internetpräsenz von BM Ciudad Real[neaktivna poveznica]